# Kumla landsfiskalsdistrikt
Kumla landsfiskalsdistrikt var 1918–1964 ett landsfiskalsdistrikt i Örebro län, bildat när Sveriges indelning i landsfiskalsdistrikt trädde i kraft den 1 januari 1918, enligt beslut den 7 september 1917. Den 1 januari 1965 avskaffades i Sverige samtliga landsfiskaler och landsfiskalsdistrikt, och deras arbetsuppgifter delades upp på de nyskapade indelningarna polisdistrikt, åklagardistrikt och kronofogdedistrikt.
Landsfiskalsdistriktet låg under länsstyrelsen i Örebro län.

## Ingående områden
När Sveriges nya indelning i landsfiskalsdistrikt trädde i kraft den 1 oktober 1941 (enligt kungörelsen den 28 juni 1941) överfördes kommunerna Hardemo och Kräcklinge till Grimstens landsfiskalsdistrikt. 1 januari 1942 utbröts Kumla stad ur Kumla landskommun och staden skulle framöver tillhöra detta landsfiskalsdistrikt. När Sveriges nya indelning i landsfiskalsdistrikt trädde i kraft den 1 januari 1952 (enligt kungörelsen 1 juni 1951) ändrades inte distriktets omfattning.

### Från 1918
Hardemo härad:
- Hardemo landskommun
- Kräcklinge landskommun

Kumla härad:
- Kumla landskommun

### Från 1 oktober 1941
Kumla härad:
- Kumla landskommun

### Från 1942
- Kumla stad

Kumla härad:
- Kumla landskommun